# Testimone oculare (film 1990)
Testimone oculare (Child in the Night) è un film per la televisione del 1990 diretto da Mike Robe.

## Trama
Il piccolo Luke Winfield assiste all'efferato omicidio del padre Scott e ne rimane sconvolto da non ricordare nulla. Il detective della polizia di Los Angeles Bass ricorre allora alla psicologa infantile, la dottoressa Hollis, per far risvegliare la memoria del giovane testimone.